# Vincent Margera
Vincent Margera, mer känd som Don Vito, född 3 juli 1956 i Concordville, Pennsylvania, död 15 november 2015 i West Chester, Pennsylvania, var en amerikansk TV-personlighet, bland annat känd från TV-serien Viva La Bam. Han medverkade även i CKY-filmerna: CKY, CKY2K, och CKY 4: Latest & Greatest.

## Biografi
Vincent Margera var storebror till Phil Margera, och farbror till Jess Margera och Bam Margera. Han var ogift, och bodde vid sin död i West Chester. Hans hus är en stor del i CKY-filmerna, och förekommer i filmen Haggard och i flera avsnitt av Bam's egen TV-serie Viva La Bam.
Det var ibland svårt att uppfatta vad han sade vilket tvingade serien Viva La Bam att ofta använda undertext när han talade.[källa behövs]
Till skillnad från sin bror, Phil, som är lättsam och relativt tystlåten, kunde Don Vito uppfattas som högljudd och störande. Han hade oftast något förolämpande att säga till alla. Don Vito var ofta målet för de spratt och practical jokes som förekommer i filmerna och TV-serierna. Vitos svägerska, April Margera, framställs i programmen som att hon hatar honom för hans beteende.
Den 18 augusti 2006 greps Vincent Margera misstänkt för sexuellt ofredande av två flickor i tolvårsåldern och en i fjortonårsåldern. Detta ska ha skett under en skejtingmässa i Lakewood, Colorado när Don Vito skulle skriva autografer till sina fans medan Bam skejtade.

## Framträdanden
- CKY Landspeed (1999)
- CKY2K (2000)
- Jackass (2001)
- CKY 4: Latest & Greatest (2002)
- Haggard (2003)
- Viva La Bam (2003-2005)
- Jackass: Number Two (2006)